# Laura Chuliá Serra
Laura Chuliá Serra   (Benetússer, 1982) és una política valenciana que ha estat alcaldessa de Benetússer (2011-2015).
Laura Chulia és llicenciada en Dret per la Facultat de Dret de la Universitat de València. És regidora del Partit Popular a Benetússer des de l'any 2007, membre del Partit Popular de Benetússer des de l'any 2005, i membre del Comitè Executiu comarcal del Partit Popular de l'Horta Sud des de l'any 2011.
En les eleccions municipals celebrades el 22 de maig del 2011 a Benetússer el PP va obtenir 8 regidors; el PSOE, 6; EU, 2; i CDL, 1. D'aquesta manera, el PP liderat per Laura Chulià va obtenir el govern, encara que en minoria, per primera vegada en la història de Benetússer, ja que la negativa d'EUPV a pactar amb el PSPV va cedir l'alcaldia de la localitat a Laura (PP).
Al XIII Congrés Regional del Partit Popular de la Comunitat Valenciana, va ser vocal de la taula del congrés, la qual va estar presidida per l'alcaldessa d'Alacant, Sonia Castedo. Al Congrés Local del Partit Popular de Benetússer celebrat el 15 d'abril de 2013, Laura va ser l'única candidata a la presidència del partit. Dels 53 afiliats amb dret a vot que van acudir a votar a la seu, 52 ho van fer a favor de la candidatura presentada, i 1 vot en blanc.